# Хелм (Любінський повіт)
Хелм (пол. Chełm, нім. Bartsch-Kulm) — село в Польщі, у гміні Рудна Любінського повіту Нижньосілезького воєводства.
Населення — 124 особи (2011).
У 1975-1998 роках село належало до Легницького воєводства.

## Демографія
Демографічна структура станом на 31 березня 2011 року:
|          | Загалом | Допрацездатний вік | Працездатний вік | Постпрацездатний вік |
| -------- | ------- | ------------------ | ---------------- | -------------------- |
| Чоловіки | 63      | 11                 | 43               | 9                    |
| Жінки    | 61      | 6                  | 37               | 18                   |
| Разом    | 124     | 17                 | 80               | 27                   |